# Mariann Birkedal
Mariann Birkedal (Stavanger, 1987) è una modella norvegese, eletta Frøken Norge 2010 il 26 giugno 2010.
Dopo aver partecipato a Frøken Norge 2008 ed essersi classificata al secondo posto, la Birkendal viene selezionata per rappresentare la Norvegia a Miss Universo 2008, che si tiene a Nha Trang, in Vietnam, il 14 luglio 2008.
Nel 2010 partecipa nuovamente a Frøken Norge, ottenendo finalmente la prima posizione ed il diritto di rappresentare la propria nazione a Miss Mondo 2010, che si tiene a Sanya, in Cina. Alla fine la modella norvegese otterrà la settima posizione nella classifica finale del concorso